# John Vincent Lawless Hogan
John Vincent Lawless Hogan, mais conhecido como John V. L. Hogan (Filadélfia, 14 de fevereiro de 1890 — Forest Hills, 29 de dezembro de 1960), foi um engenheiro eletrônico estadunidense.
Foi um pioneiro do rádio. Construiu sua primeira estação amadora sem fio em 1902, e começou sua carreira em 1906, como assistente de Lee De Forest, tendo participado em 1907 da primeira demonstração pública do tríodo. De 1908 a 1910 frequentou a Sheffield Scientific School da Universidade Yale, saindo sem completar o curso, filiando-se ao National Electric Signaling Co. (NESCO) de Reginald Fessenden, onde foi operador de telégrafo.